# Botsören
Botsören är en ö i Finland. Den ligger i Bottenviken och i kommunen Larsmo i den ekonomiska regionen  Jakobstadsregionen i landskapet Österbotten, i den nordvästra delen av landet. Ön ligger omkring 87 kilometer nordöst om Vasa och omkring 420 kilometer norr om Helsingfors.
Öns area är 42,7 hektar och dess största längd är 1,3 kilometer i nord-sydlig riktning.